# Vělopolí
Vělopolí (polsky Wielopole, německy Wielopoli) je obec v okrese Frýdek-Místek v Moravskoslezském kraji. Žije zde 295 obyvatel. Značnou část obyvatel tvoří polská menšina. Nadpoloviční většinu obyvatel obce tvoří protestanti.

## Historie
První písemná zmínka o obci pochází z roku 1448. Vělopolí držely různé šlechtické rody, roku 1792 vesnici koupila Komora těšínská. Gruntovní registra (Kniha Wielopolská) z roku 1752 byla sepsána v českém jazyce; založena byla po požáru střítežského panského stavení. V roce 1804 mělo Vělopolí 201 obyvatel, v roce 1845 jejich počet stoupl na 324 obyvatel. Roku 1873 byla ve Vělopolí založená polská lidová škola; roku 1928 česká menšinová škola. V obci se těžila železná ruda.

## Obyvatelstvo
| Rok            | 1869 | 1880 | 1890 | 1900 | 1910 | 1921 | 1930 | 1950 | 1961 | 1970 | 1980 | 1991 | 2001 | 2011 | 2021 |
| -------------- | ---- | ---- | ---- | ---- | ---- | ---- | ---- | ---- | ---- | ---- | ---- | ---- | ---- | ---- | ---- |
| Počet obyvatel | 373  | 327  | 306  | 295  | 306  | 335  | 336  | 282  | 264  | 248  | 247  | 199  | 206  | 281  | 294  |
| Počet domů     | 44   | 48   | 49   | 49   | 49   | 50   | 53   | 58   | 60   | 59   | 61   | 68   | 73   | 89   | 107  |

Věková struktura obyvatel obce Vělopolí roku 2011

## Obecní správa
V roce 1869 Vělopolí patřilo jako osada obce k Stříteži v okrese Těšín. V letech 1880–1979 byly obcí v okrese Český Těšín (1880–1950) (v letech 1880–1910 Těšín) a později v okrese Frýdek-Místek. Od 1. ledna 1980 do 23. listopadu 1990 patřilo jako část obce k Hnojníku a od 24. listopadu 1990 je opět samostatnou obcí.

### Obecní symboly
Znak a vlajka byly obci uděleny rozhodnutím předsedy Poslanecké sněmovny Parlamentu České republiky dne 8. června 2004.

### Představitelé obce
- Jadam Jadamík (doložen v úřadu fojta r. 1752)
- Adam Cieńciała (1871–1879) (†1898)
- Jan Cieńciała (1879–1897)
- Paweł Mrowiec (1897–1919)
- Jan Sabela (1919–1920)
- Paweł Mrowiec (1920–1922), komisař
- Jerzy Janik (1922–1923), komisař
- Karol Jaś (1923–1928)
- Jan Sabela (1928–1931)
- Jerzy Janik (1931–?)
- Stanisław Jaś (?–?)
- Vladislava Latochová

## Pamětihodnosti
- venkovská usedlost čp. 7

## Osobnosti
- Stanislav Kaczmarczyk (1936–2021), evangelický kazatel
- Marie Gabryšová (* 1949), ekonomka